# Lecidella alba
Lecidella alba är en lavart som först beskrevs av Schleich., och fick sitt nu gällande namn av Hertel. Lecidella alba ingår i släktet Lecidella och familjen Lecanoraceae.   Inga underarter finns listade i Catalogue of Life.